# Hippeastrum leucobasis
Hippeastrum leucobasis là một loài thực vật có hoa trong họ Amaryllidaceae. Loài này được (Ravenna) Dutilh mô tả khoa học đầu tiên năm 1997.